# Formazione Marnoso Arenacea
La Formazione Marnoso Arenacea è un complesso di sedimenti prevalentemente terrigeni (peliti, arenarie e, meno frequentemente, conglomerati) di età miocenica (Burdigaliano-Messiniano).
La formazione affiora nell'Appennino centro-settentrionale, dall'Emilia all'Umbria, e si è originata dal riempimento, avvenuto in varie fasi successive, di un bacino marino prospiciente la catena appenninica (avanfossa appenninica) da parte di sedimenti originati dallo smantellamento della stessa durante l'orogenesi.

## Descrizione e ambiente sedimentario
La formazione è costituita da vari sistemi deposizionali (diversi per provenienza, composizione dei clasti e tempo di sedimentazione) che si sono deposti in un contesto fisiografico molto articolato, entro bacini fortemente influenzati dalla tettonica appenninica e successivamente coinvolti nella deformazione della catena. Nell'ambito di questa unità stratigrafica sono quindi riconoscibili ambienti sedimentari differenti. Abbiamo sedimenti di piana sottomarina, composti di argilliti e marne, depositi torbiditici prevalentemente costituiti da arenarie stratificate, e depositi di prodelta (delta distale).
La formazione è spesso ricca di fossili, sia vegetali (frammenti di piante e frustoli carboniosi) che animali (molluschi e occasionalmente frammenti di vertebrati), e di microfossili (principalmente foraminiferi, che ne hanno consentito la datazione accurata).
Sulle superfici di strato (prevalentemente alla base, meno di frequente a tetto) e occasionalmente all'interno degli strati arenacei sono presenti tracce fossili, tra le quali si segnalano le forme: Palodictyon, Urohelminthoida, Paleomeandron, Desmograpton e Ophiomorpha.